# فرودگاه دویلستوون
فرودگاه دویلستوون (به انگلیسی: Doylestown Airport) یک فرودگاه همگانی بهره‌برداری هوایی با کد یاتا DYL است که یک باند فرود آسفالت دارد و طول باند آن ۹۱۶ متر است. این فرودگاه در کشور ایالات متحده آمریکا قرار دارد و در ارتفاع ۱۲۰ متری از سطح دریا واقع شده‌است.